# Mokrance
Mokrance é um município da Eslováquia, situado no distrito de Košice-okolie, na região de Košice. Tem 23,41 km² de área e sua população em 2018 foi estimada em 1.354 habitantes.

## Demografia
| Ano:        | 1994 | 2004   | 2014   | 2024    |
| ----------- | ---- | ------ | ------ | ------- |
| Broj ljudi: | 1287 | 1345   | 1369   | 1563    |
| Razlika:    |      | +4,50% | +1,78% | +14,17% |

| Ano:               | 2023 | 2024   |
| ------------------ | ---- | ------ |
| Número de pessoas: | 1513 | 1563   |
| Diferença:         |      | +3,30% |